# Pterocirrus velifer
Pterocirrus velifer är en ringmaskart. Pterocirrus velifer ingår i släktet Pterocirrus och familjen Phyllodocidae. Utöver nominatformen finns också underarten P. v. ajacis.